# 団地 (映画)
『団地』（だんち）は、阪本順治監督・脚本による2016年の日本のSFコメディ映画である。主演の藤山直美は、第19回上海国際映画祭にて金爵賞最優秀女優賞を受賞した。

## あらすじ
山下ヒナ子（藤山直美）は、夫の清治（岸部一徳）と共に団地で暮らしている。2年前に一人息子の直哉（中山卓也）を交通事故で亡くした夫妻は、老舗の漢方薬局を閉店し、半年前に団地へ引っ越してきたのである。ヒナ子はスーパーマーケットでレジ係を務めており、清治は団地の裏の林での植物観察を日課としている。
真城（斎藤工）が山下夫妻の住む302号室を訪ねてくる。最も効能があるのは山下夫妻の生薬だという真城には、特別に生薬を提供することになる。以後、宅配便の男（冨浦智嗣）が定期的に302号室へ集荷に訪れる。
行徳君子（大楠道代）は清治に、次の自治会会長選挙では清治を推薦するつもりだと伝える。最初は断ろうとする清治であったが、日が経つにつれて、次第に乗り気となってゆく。しかし、投開票の結果、君子の夫の正三（石橋蓮司）が大差で自治会会長に再選される。
後日、清治は、君子が清治の人望のなさを団地の住民と語っている現場に居合わせる。その言葉に傷ついた清治は、自分は死んだことにしてほしいとヒナ子に告げて、床下に閉じこもる。団地の住民たちのあいだでは、清治はヒナ子に殺されたのではないかという噂が広まる。
真城が再び302号室を訪ねてくる。真城は、同郷の者たち約5,000人分の生薬を2週間後に用意してほしいと、山下夫妻に依頼する。その報酬として、真城は直哉に会わせることを約束する。山下夫妻と同じく初めての子供を亡くしている真城は、ワイシャツの前をはだけて、自分が地球人ではないことを明かす。直哉のへその緒を持って行けば、直哉に会うことができるのだという。真城の言葉を信じたヒナ子と清治は、2週間のあいだ、生薬の加工に明け暮れる。
2週間後、真城が妻子と共に302号室を訪れて、生薬を受け取る。山下夫妻らが出発への準備を進める中、君子と正三が清治の生死を確かめるために302号室を訪れる。そこで真相を知らされた君子と正三は協力を申し出る。
出発当日、山下夫妻らは302号室をあとにする。団地の住民たちが清治の生存に驚いているところへ、宇宙船が団地の上空にやってくる。住民たちが宇宙船を見上げている隙に、山下夫妻らは団地の裏の林へ入ってゆく。やがて、ヒナ子と清治は林を抜けて草原に辿り着くが、そこは宇宙船の中であり、すでに地球を遠く離れているのだと真城は告げる。しかし、ヒナ子と清治は直哉のへその緒を忘れてきてしまったことに気づく。それを聞いた真城は、時空を戻すことにすると夫妻に伝える。
ある日の夕方、302号室のテレビの調子が悪くなる。ベランダへ出て空を見上げた清治は、台所にいたヒナ子を呼び寄せる。ヒナ子と清治は、空の彼方で光っている物体を見て「何か良いことがありそう」と笑みをこぼす。ベランダから戻り、夕食の準備に再び取りかかっているところへ、直哉が帰宅するのであった。

## キャスト
山下ヒナ子
演 - 藤山直美
大阪にある団地の302号室の住人。息子の死を機に半年前に夫婦で引っ越してきた。パート主婦で近所のスーパーのレジ係として働いている。以前は夫がする漢方薬を作る仕事を手伝っていた。少々鈍臭い所がありながらも思いやりのある性格だが、息子が死んでまだそう経ってないため現在はネガティブ思考になっている。清治との夫婦仲は普通だが、夫から言われた言葉を悪く捉えることがあるため時々口論になることもある。ある日突然「死んだことにしてくれ」と言う清治に渋々付添い、“夫は漢方薬を極めるため中国の雲南省に行った”などと周りに誤魔化し始める。
山下清治（せいじ）
演 - 岸部一徳
ヒナ子の夫。年金暮らしなのか多くの時間を気ままに団地近辺で過ごしている。以前は漢方薬局「山下漢方」の経営者として自身で調合した漢方薬を販売しており、現在も余った漢方薬を自宅に保管している。団地の裏にある林を散歩するのが趣味。きれい好きで自ら団地近くの落ち葉を掃除するなどしている。控え目な性格ながらも頼まれたら断れない性格で仕事を黙々とこなすタイプだが、一部の人からはちょっと暗い人と思われている。自治会長選挙で破れたショックで自宅にこもり、(団地外に住む真城以外の)来客時に床下収納に寝そべった状態で身を隠すようになる。
行徳君子（ぎょうとく）
演 - 大楠道代
団地でのヒナ子の友人。他の住人のゴミがちゃんと分別できているか集積所で袋を開けてチェックするのが日課だが、人によって信頼されていたり嫌がられている。しっかり者な清治のことを信頼しており、自治会長選挙では彼に投票する。清治の失踪後からヒナ子が噂好きな主婦たちから、“夫殺し”を疑われ始めたことに心を痛める。
行徳正三
演 - 石橋蓮司
君子の夫。東京の下町育ち。団地の自治会長をしているが渋々やっている。元雛人形の会社で働いていた転勤族。団地が空き室が多いことに頭を悩ませている。北南西東の主婦から「偉そうだが、その様子が滑稽」と評されている。“さえききょうこ”という中年女性と浮気している。鼻炎の症状を持つ。学生時代は物理の科目が一番得意だった。
真城（しんじょう）
演 - 斎藤工
山下漢方の常連客。色々と勘違いが多く、「ご無沙汰です」→「ごぶがりです」と言い間違えたり、ヒナ子の部屋を802号室と間違えている。礼儀正しい性格だが時々強引な所もある風変わりな人物。貧血を起こす。山下夫妻の自宅に訪れ、以前から使っている漢方薬を送ってくれるようお願いする。後日山下夫妻に同郷人5000人分の漢方薬の注文をする。本人によると体が化学薬品を受け付けず、自分に合う漢方薬を探して日本各地や中国などを周った試した上で山下夫妻の漢方薬が最適と判断した。
宅配便の男
演 - 冨浦智嗣
山下家に時々商品を届けに来る。胃腸が弱くよくお腹を下しており、山下家に来るといつもトイレを借りている。実は真城の弟。
東
演 - 竹内都子
自身を含めた4人の主婦(東・西・南・北)の中のリーダー的存在。離婚しているが、現在の家庭状況は不明。噂好きな西・南・北の3人と毎日のように団地の外に集まっては雑談や他の人の陰口などを交わしている。自治会長選挙では進行役を務める。普段の自治会の作業に現れるのが主婦ばかりで、男たちが休みの日でも会にあまり参加しないことに不満を持つ。
西
演 - 濱田マリ
東・南・北の3人で自治会長選挙で誰に票を入れるか話す。後日失踪した清治と失踪届を出さないまま明るく過ごすヒナ子のことを興味深く会話する。他の3人の主婦共々ヒナ子の前では大人しくしているが、4人だけの時は言いたい放題している。“ヒナ子が清治を殺したに違いない”と疑い始める。
南
演 - 原田麻由 
義父(夫の父)の介護をしている。事を荒立てるのが嫌いな性格。後日ヒナ子が大量のドライアイスを購入して帰るのを偶然目撃し、東たちに「彼女が殺した清治さんの死体処理にドライアイスを使うつもりでは？」と伝える。
北
演 - 滝裕可里
山下夫妻の後ぐらいに引っ越してきた新米住人。夫は報道関係の仕事をしている。吉住の隣の部屋に住んでいる。ヒナ子の殺人疑惑で他の3人の主婦が言葉を選びながら会話するのに対し、自身は物騒な言葉でも気にせず使うため東から「あんたちょっと怖いな」と言われることがある。
吉住将太
演 - 宅間孝行
作中の団地では自治会の話し合いに積極的に参加している数少ない男性。「何でも言って下さい」という割に口先だけなことが多い自治会長の正三に不満を持っており、会長選挙に立候補する。他の住人たちと共にヒナ子の“夫殺し”を疑い、警察を呼んで彼女の部屋に踏み込むよう言う。
吉住百合子
演 - 田井弘子
将太の妻。将太のことを支えているが、気の強い性格でゴミの分別ができてないのに君子から注意されると言い返したり、選挙の時は他の住人の票を得ようと最中を渡すなどしている。
吉住喜太郎（きたろう）
演 - 小笠原弘晃
将太と前妻との息子。年は中学1年生ぐらいで反抗期らしき言動をしている。将太から虐待されているが、父親からは表向き“ただの親子喧嘩”ということにされている。ある時団地の林で一人で佇んでいたところ後から来た清治に話しかけられ最初は素っ気ない態度で返すが、後日団地内で会ったヒナ子から話しかけられたことで徐々に夫妻と親しくなる。清治からは「強い子で、明日があるということを分かっている」と評されている。「ガッチャマンの歌」が好きで時々歌っている。
主任
演 - 三浦誠己
ヒナ子のパート先のスーパーで働く。ヒナ子が、財布を忘れた知人客の支払いを立替えたり、仕事中に客と無駄話してレジが滞ることがあるためよく注意している。
権藤（ごんどう）
演 - 麿赤兒
山下夫妻の以前から顔見知りの人。漢方薬局を営んでいた頃の山下夫妻のことを知る人物。現在は地元の小学生の見守り活動をしている様子。ある時スーパーに客として訪れ、そこで働くヒナ子と偶然再会し最近の生活ぶりを尋ねる。
山下直哉
演 - 中山卓也
山下夫妻の息子。年は20代前半ぐらい。運送会社の過重労働によるトラックにはねられ亡くなった。ヒナ子と清治は直哉の事故で加害者の謝罪もなくマスコミのインタビューや近所の人のお悔やみなどに気疲れしてしまい、店を畳んで団地にやって来ることになった。
真城の妻
演 - 堀口ひかる
真城との子である赤ん坊を育てている。大量の漢方薬を受け取りに行く真城と彼の弟(宅配便の男)に付添い、ヒナ子から赤ん坊を抱かせてほしいと頼まれる。ちなみに自身の赤ん坊について、ヒナ子曰く「直哉と鼻の形がそっくり」とのこと。
パーソナリティ（浜村淳）
演 - 浜村淳（本人役で声のみの出演）
「人生はサバンナだ」という朝のラジオ番組パーソナリティ。団地のどこかの部屋から流れるラジオの声として、いくつかのシーンで天候や季節などについて語っている。

## 劇中曲
「ガッチャマンの歌」
作詞：竜の子プロ文芸部／作曲：小林亜星／アニメ「科学忍者隊ガッチャマン」の主題歌。
薬草散策に訪れる清治の数m先の野原で少年が歌う。
「時代」
作詞、作曲：中島みゆき／原曲は、1975年に中島が歌唱した。
ヒナ子の空想シーンで、団地の住人との集いのステージで彼女がカラオケする。

## スタッフ
- 監督 - 阪本順治
- 脚本 - 阪本順治
- 製作総指揮 - 木下直哉
- 製作 - 武部由実子、菅野和佳奈
- 音楽 - 安川午朗
- 音楽プロデューサー - 津島玄一
- 撮影 - 大塚亮
- 照明 - 杉本崇
- 美術 - 原田満生
- 録音 - 尾崎聡
- 編集 - 普嶋信一

## 製作
本作の企画は、藤山直美のスケジュールが2週間ほど空くと聞いた阪本順治によって立ち上げられた。阪本は、数日でプロットを構想し、約1週間で脚本を書き上げた。脚本を執筆する段階で、藤山、岸部一徳、大楠道代、石橋蓮司のキャスティングは念頭に置かれていた。
阪本は、本作の舞台に団地を選んだ理由について問われた際、「団地は外階段が多く、いわば縦長屋ですね。その縦の構造の中で、住民がすれ違うのがすごく面白くて。ビジュアル的にも、昭和の匂いがする風合いがそそられるものはありました」と答えている。ただし、「昭和の輝かしい団地ではなく、いまの団地の風景」を描きたかったのだという。また、「筒井康隆や星新一の小説のように日常がひっくり返るような世界観を提示したいと思った」と述べている。
本作の主な舞台である団地は、栃木県足利市の錦町団地にて撮影された。団地の一室は、栗田美術館内にセットが組まれた。団地の裏にあると設定されている林の場面は、八幡山古墳「憩の森」にて撮影された。

## 上映
2016年5月26日、本作の完成披露試写が行われた。6月4日に一般公開された。

## 評価
批評家の藤井仁子は、本作における「最良の意味でB級映画的な、つまり低予算で早撮りされた映画だけが持ちうるデタラメなまでの痛快さ」を称賛し、一時は「日本映画」を背負わされていたかに見える阪本順治が「自由で軽やかに」「もっと過激に」変化したことを歓迎している。

### 受賞
- 第19回上海国際映画祭（2016年） - 金爵賞最優秀女優賞（藤山直美）[14]
- 第8回TAMA映画賞（2016年） - 最優秀作品賞[15]
- 第31回高崎映画祭（2017年） - 最優秀助演男優賞（斎藤工）